# نمی‌توانم صبر کنم
نمی‌توانم صبر کنم (به انگلیسی: Can't Hardly Wait) فیلمی محصول سال ۱۹۹۸ و به کارگردانی دبورا کاپلان و هری الفونت است. در این فیلم بازیگرانی همچون ایتان امبری، چارلی کورسمو، لورن آمبروز، پیتر فاسینلی، ست گرین، جنیفر لاو هیویت، کریس اوون، جیسون سیگل، کلیا دووال، جیمی پرسلی، تامالا جونز، چانون اشپل، شان پاتریک تامس، فردی رودریگز، اریک پالادینو، دونالد فایسون، اریک بالفور، سلما بلر، سارا رو، نیکول بیلدربک، لسلی گروسمان، ماریسول نیکولز و وایسلس ریون شانون ایفای نقش کرده‌اند.